# Naši
Naši – słowacki serial telewizyjny, emitowany od 2016 roku na antenie TV JOJ.
Serial miał swoją premierę 7 stycznia 2016. Po pomyślnym przyjęciu się serialu ogłoszono prace nad serią 2., która miała premierę we wrześniu tegoż roku. 6 września 2017 r. rozpoczęto emisję kolejnej odsłony serialu. W 2018 roku zaś telewizja JOJ ogłosiła wydanie serii 4., która była emitowana od 11 września.
Serial został nakręcony na bazie kanadyjskiego formatu Les Parent. Za reżyserię wersji słowackiej odpowiada Peter Begányi.

## Obsada[6]
- Lujza Garajová Schrameková – Lujza Rodinová
- Marián Miezga – Marián Rodina
- Gregor Miler – Tomasz Rodina
- David Krajčík – Oliwier Rodina
- Maximilián Bolf – Samuel Rodina
- Róbert Jakab – Robert (sezon 1)
- Barbora Andrešicová – Sandra (sezon 1)
- Martin Nahálka – Rastisław
- Andrea Karnasová – Andrea „Andy” (od sezonu 2)
- Dagmar Sanitrová – Babcia Milka; mama Lujzy (od sezonu 2)
- Peter Šimun – Dziadek Józef; ojciec Lujzy (od sezonu 2)
- Sára Polyaková – Mia; dziewczyna Tomasza (od sezonu 2)
- Noemi Poracká – Ema; koleżanka i współuczennica Samuela (od sezonu 2)
- Laura Petersen – Nina; dziewczyna Oliwiera (od sezonu 3)
- Oliver Asztalos – Filip; kolega i współuczeń Tomasza
- Kamil Mikulčík – Kamil; kuzyn Maja i znany muzyk (sezon 3)